# Zoran Dukić

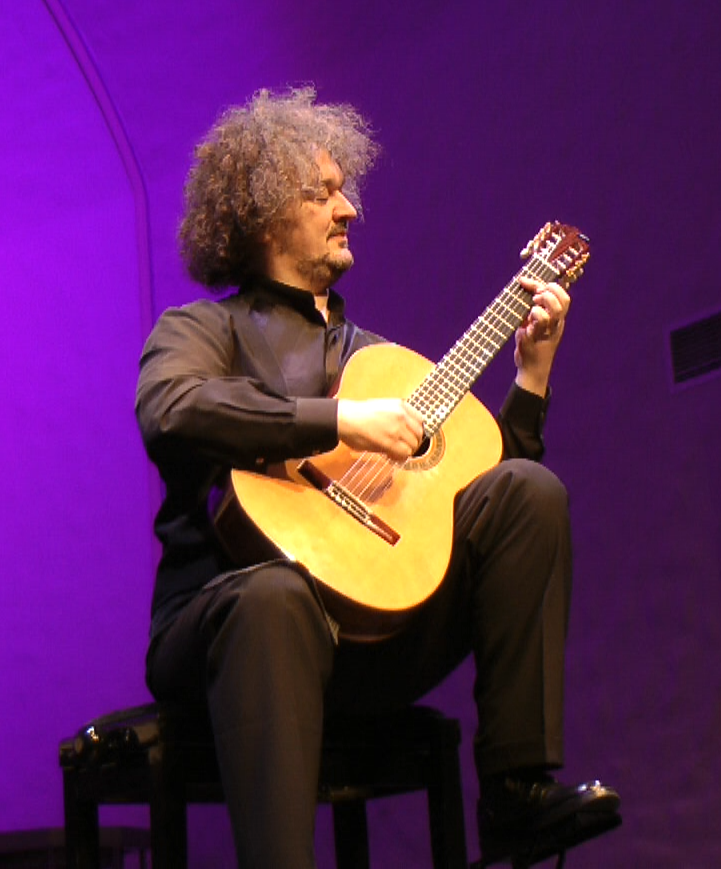
Zoran Dukić (2016)

Zoran Dukić (* 1969 in Zagreb) ist ein kroatischer klassischer Gitarrist.

## Leben

### Jugend und Ausbildung
Zoran Dukić begann im Alter von sechs Jahren Gitarre zu spielen. Er absolvierte die Musikakademie in Zagreb bei Darko Petrinjak und schloss sein Studium bei Hubert Käppel an der Hochschule für Musik und Tanz in Köln ab. Der griechische Gitarrist Costas Cotsiolis und das Volos International Guitar Festival hatten Einfluss auf seine künstlerische Entwicklung.

### Karriere
Zu Beginn seiner Karriere hat Dukić eine große Anzahl von Gitarrenwettbewerben gewonnen, darunter 1992 die Guerrero International Guitar Competition in Madrid. Er war Sieger in Gitarrenwettbewerben zu Ehren von Fernando Sor, Manuel María Ponce, Manuel de Falla und Francisco Tarrega und ist der einzige Gitarrist der in beiden Andrés Segovia International Guitar Competitions in Palma de Mallorca (1991) und in Granada (1996) siegte. Bei der Guerrero International Guitar Competition wurde er von der Jury als erster Nichtspanier für die beste Interpretation spanischer Musik ausgezeichnet.
Dukićs musikalische Bandbreite reicht von Werken Johann Sebastian Bachs bis zu Benjamin Britten, von Fernando Sor bis Isaac Albéniz, von Francisco Tárrega bis Heitor Villa-Lobos. Auch zeitgenössische Werke, wie etwa von Leo Brouwer, Tōru Takemitsu oder Hans Werner Henze werden von ihm interpretiert.
Inzwischen ist Dukić in mehr als 30 Ländern und auf allen Kontinenten als Gitarrensolist aufgetreten, darunter im Concertgebouw in Amsterdam, im Teatre de la Monnaie in Brüssel, im Maison de Radio France in Paris, in der National Gallery of Canada in Ottawa, der Luis Ángel Arango Library in Bogota und der Cemal Reşit Rey Konzerthalle in Istanbul. Auch hat er mit zahlreichen Orchestern zusammen gespielt, darunter Orchester aus Belgien, Chile, Deutschland, Kolumbien, Kroatien, Niederlande, Schweiz, Spanien, Taiwan und Ungarn.
Dukić unterrichtete an der Musikakademie in Zagreb und an der Hochschule für Musik in Aachen und lehrt am Koninklijk Conservatorium in Den Haag und an der Escola Superior de Música de Catalunya in Barcelona. Er hat zahlreiche klassische Nachwuchsgitarristen ausgebildet. Auch wird er regelmäßig zu internationalen Gitarrenfestivals eingeladen, um Meisterkurse zu geben oder als Gastsolist aufzutreten, wie etwa zum Koblenz International Guitar Festival. Dukić ist Gründungsmitglied des Trio de Cologne, eines Gitarrentrios, das klassische und zeitgenössische Kammermusik interpretiert, und des European Guitar Quartet (zusammen mit Pavel Steidl, Thomas Fellow und Reentko Dirks).

## Auszeichnungen
- 1991: Erster Preis bei der International Guitar Competition in Mettmann
- 1991: Erster Preis bei der Andrés Segovia International Guitar Competition in Palma de Mallorca
- 1992: Erster Preis bei der Dakar International Guitar Competition im Senegal
- 1992: Erster Preis bei der Guerrero International Guitar Competition in Madrid sowie Sonderpreis der Jury für die beste Interpretation spanischer Musik
- 1993: Erster Preis bei der 20. International Guitar Competition in Vińa del Mar sowie Publikumspreis
- 1994: Erster Preis bei der 20. Francisco Tárrega International Guitar Competition in Benicasim sowie Publikumspreis
- 1994: Erster Preis bei der International Guitar Competition „Printemps de la Guitarre“ in Belgien sowie Sonderpreis der „Belgian Composers Association“
- 1996: Erster Preis bei der Andrés Segovia International Guitar Competition in Granada
- 1996: Erster Preis bei der Manuel Maria Ponce International Guitar Competition in Tredrez-Locquemeau
- 1997: Erster Preis bei der De Bonis International Guitar Competition in Cosenza sowie Publikumspreis

## Aufnahmen
- Printemps de la Guitare 94 (Editions Plein Jeu, 1994)
- Tárrega, Antonio José, Bach, Takemitsu (Ópera tres, 1996)
- Mario Castelnuovo-Tedesco, 24 Caprichos de Goya (Naxos, 2008)
- Balkan Muses (GHA Records, 2014)
- In the Beginning (Contrastes, 2015)
- Bach-Piazzolla (GuitarCoop, 2017)